# Hovk
Hovk (en arménien Հովք ; anciennement Aghkikhlu et Samed Vurghun) est une communauté rurale du marz de Tavush, en Arménie. Elle compte 409 habitants en 2008.